# 繆宗周
繆宗周（1497年—？），字惟靜，號碌溪，雲南臨安衛通海守禦千戶所軍籍，直隸丹徒縣人，明朝政治人物。

## 生平
正德十四年（1519年）己卯科雲貴鄉試第三名，正德十六年（1521年）辛巳科第三甲第二百零九名進士。官戶部主事。嘉靖三年（1524年），參與左順門事件。嘉靖六年（1527年），贬广西郁林州州判。升江西泰和縣知縣、南京刑部署郎中。十五年五月升广西按察司佥事，復除江西按察司僉事，二十三年正月升四川布政使司右參議。晋湖广布政使司右参政，二十九年二月升四川按察使，累官四川右布政使。

## 詩作
- 《咏昭君村》[6]

贤村江畔广阳斜，生长明妃未有家。
自出金扉仍汉骨，年年青冢照胡沙。
- 《詠楚王宫》[6]

雲雨荒臺何处宫，长途暮日映山枫。
浮生往来浑闲事，不独襄王是梦中。

## 家族
曾祖父繆玉；祖父繆銘；父親繆暲，曾任通判。母顧氏。具庆下。兄宗鲁。弟宗堯。